# Гонзауллас, Мануэль
Мануэль Тразазас Гонзауллас (4 июля 1891 — 13 февраля 1977) — капитан техасских рейнджеров и сотрудник правительства Техаса.
Гонзауллас родился в Кадисе, Испания. Его родители были натурализованными американскими гражданами, посетившими Испанию во время его рождения. В 1911 году Гонзауллас был назначен майором мексиканской армии, а в 1915 году стал специальным агентом министерства финансов США. В 1920 году он поступил на службу в Техасские рейнджеры. В течение следующих тринадцати лет он служил в полиции и активно участвовал в борьбе с незаконной деятельностью, которая была распространена в то время, включая азартные игры, контрабанду и производство спиртных напитков, проституцию и другое.
Когда в январе 1933 года Мириам Аманда «Ма» Фергюсон вступила в должность после избрания губернатором, она приступила к увольнению всех служащих рейнджеров, включая Гонзаулласа. В 1935 году Законодательное собрание Техаса реформировало систему общественной безопасности и создало Департамент общественной безопасности Техаса, состоявший из трёх подразделений: Дорожный патруль Техаса, Техасские рейнджеры и Бюро разведки. Гонзауллас был назначен суперинтендантом Бюро и сыграл главную роль в превращении его в одну из лучших криминалистических лабораторий в Соединенных Штатах.
В 1940 году Гонзауллас оставил свою должность в Бюро после того, как был назначен капитаном роты B Техасских рейнджеров, став, таким образом, первым американцем испанского происхождения, получившим звание капитана в силах. Его работа получила высокую оценку начальства и сыграла важную роль в восстановлении статуса агентства после нестабильности, которую оно пережило в предыдущие десятилетия. Одно из его самых заметных назначений было в Тексаркане в 1946 году, чтобы расследовать убийства, совершенные Призрачным убийцей, серийным убийцей .
После выхода на пенсию в 1951 году Гонзауллас переехал в Голливуд и стал техническим консультантом по радио, телевидению и кино, в частности, в давнем радиошоу 1950-х годов Tales of the Texas Rangers.
Он умер от рака в возрасте 85 лет, когда жил в Далласе, штат Техас, 13 февраля 1977 года и был похоронен в Мемориальном парке Спаркман/Хиллкрест в том же городе.

## Огнестрельное оружие
- Револьвер Кольта на американском Западе — армейская пара одинарного действия Мануэля Т. Гонзаулласа